# Hoe het voelt
Hoe het voelt is een nummer van de Nederlandse rockband I.O.S. uit 2005. Het is de eerste single van hun vierde studioalbum 4. Het was hun comeback na een pauze van vier jaar, en de eerste single die ze uitbrachten onder de naam I.O.S.
Het nummer haalde de 19e positie in de Nederlandse Top 40.